# Жемчужин, Георгий Георгиевич
Георгий Георгиевич Жемчужин (6 мая 1929, Астрахань — 9 апреля 2015, Москва) — советский и российский дирижёр, дирижёр Большого театра (с 1955 года), Московского академического Музыкального театра им. Станиславского и Немировича-Данченко (с 1960 года), заслуженный деятель искусств РСФСР (1978).

## Биография
Родился в Астрахани. В 1952 году окончил Ленинградскую консерваторию (педагог Н. С. Рабинович), в 1954 г. — аспирантуру при Московской Государственной консерватории у Б. Э. Хайкина.
С 1952 по 1953 год работал дирижёром симфонического оркестра Ярославской государственной филармонии. В 1954—1960 годах стажтровался дирижёром в Государственном академическом Большом театре.
С 1955 года — дирижёр Большого театра, с 1960 года — дирижёр Театра им. Станиславского и Немировича-Данченко. Жемчужин Г.Г. был музыкальным руководителем таких  постановок, как оперы «Водоворот жизни» Э. Сухоня, «Кола Брюньон» Д. Кабалевского; балеты «Дон Жуан» на музыку Р. Штрауса, «Гаянэ-сюита» А. Хачатуряна, «Коппелия» Л. Делиба, «Шакунтала» С. Баласаняна, «Дон Кихот» Л. Минуса в постановке главного балетмейстера театра Алексеем Чичинадзе.  Многие годы Георгий Георгиевич дирижировал оперой «Евгений Онегин» в постановке К. С. Станиславского в театре им. Станиславского и Немировича-Данченко.
Дирижировал также поставленными Майей Плисецкой балетами «Чайка» и «Дама с собачкой» Родиона Щедрина, «Гибель розы» на музыку Г. Малера. Сотрудничал с зарубежными труппами «Токио-балет» (Япония), «Балет Беллас Артес» (Мексика), балетной труппой Римской оперы, был дирижёром спектакля французского балета Нанси «Сильфида» Ж. Шнейцхоффера.
Принимал участие в постановке многочисленных балетных спектаклей:
- в Большом театре — «Времена года», «Петя и Волк» С. С. Прокофьева, «Танцевальная сюита» Д. Д. Шостаковича (все 1959);
- в театре им. Станиславского и Немировича-Данченко — «Маскарад» Л. А. Лапутина (1961), «Дон Жуан» Р. Штрауса (1962), «Поэма» С. Ф. Цинцадзе (1964), «Берег надежды» А. П. Петрова (1965), «Прозрение» Ю. М. Буцко (1974), «Мечтатели» Шостаковича (1976), «Степан Разин» Н. Н. Сидельникова (1977), «Дон Кихот» (1981), «Конёк-Горбунок» Р. К. Щедрина (1983), «Оптимистическая трагедия» М. Б. Броннера (1985), «Сильфида» X. Левеншёлля (1986), «Скифы» Прокофьева, «Лебединая песня» Э. Шоссона, «Ковбои» Дж. Гершвина (все — 1988), «Корсар», «Вальпургиева ночь» (оба 1989), «Жизель» (1991).

Ушел на заслуженный отдых в 2014 году.
Скончался на 86-м году жизни 9 апреля 2015 года.

## Награды и звания
Заслуженный деятель искусств РСФСР (1978).
Награждён орденом Почета (1999).